# 1217 w polityce

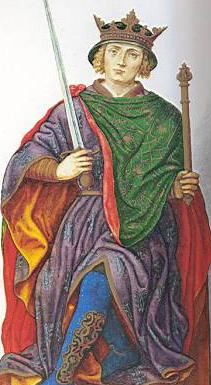
Henryk I Kastylijski

Wydarzenia polityczne w 1217 roku.

## Wydarzenia
- 6 czerwca Niepełnoletni król Kastylii Henryk I ginie uderzony spadającą z wysokości dachówką[1].
- Stefan królem Serbii[2].
- Początek V krucjaty[3].

## Zmarli
- Inge II Baardsson, król Norwegii[4]